# Белокопытово
Белокопы́тово (укр. Білокопитове) — село, Белокопытовский сельский совет, Глуховский район, Сумская область, Украина. Население по переписи 2001 года составляло 311 человек. Является административным центром Белокопытовского сельского совета, в который, кроме того, входят село Заруцкое и посёлок Будивельное.

## Географическое положение
Село Белокопытово находится на правом берегу реки Клевень, выше по течению на расстоянии в 2 км расположено село Студенок, ниже по течению на расстоянии в 2 км расположено село Заруцкое, на противоположном берегу — село Катериновка.
Около села много ирригационных каналов.
Рядом проходит автомобильная дорога E 38 (Т-2502). Село находится на границе с Россией.

## История
Село известно с первой половины XVII века. С 1802 года село Белокопытово в составе Есманской волости Глуховского уезда Черниговской губернии.

## Экономика
- Агрофирма «Монолит», ЧП.

## Объекты социальной сферы
- Дом культуры.

## Религия
Покровская церковь (первая половина XVIII века). Священнослужители Покровской церкви:
- 1782 — священник Петр Кловенский
- 1843 — священник Василий Базилевич
- 1886 — священник Иван Иванович
- 1902 — священник Федор Крещановский
- 1916 — священник Александр Козловский, псаломщик диакон Андрей Дуло